# 조선의 과거제
이 문서는 조선 시대(朝鮮時代)의 과거제(科擧制)를 다룬다. 

## 개설
조선시대에는 관리를 뽑기 위해 과거제를 시행했다. 조선은 성리학을 이념으로 하여, 고려말의 소수의 혁명파 신진사대부들에 의해 건국되었다. 이들은 자신의 이상대로 모든 관리를 과거를 거쳐 선발하고자 하였다.
왕조 전 기간에 걸쳐 정기적으로 과거가 실시되었다. 과거도 고려의 제도를 따라, 문과·무과·잡과로 크게 구분하였지만, 문(文)을 숭상하는 경향은 여전하여 보통 과거라 하면 문과를 지칭할 정도로 그 비중이 컸다. 따라서 천인(賤人)은 물론, 같은 양반이라도 서얼 출신은 응시할 수 없도록 하였으며, 신분상으로는 일반 서민인 양인(良人)과 양반만이 응시할 수 있었으나, 양인이 급제한 사례는 적어 대개 순수한 양반들만이 합격의 영광을 누리게 되었다.
이와 반면에 무과는 신분상의 제약을 훨씬 완화하여 무관의 자손을 비롯하여 향리(鄕吏)나 일반 서민으로서 무예(武藝)에 재능이 있는 자에게는 응시할 수 있는 기회를 주었다. 잡과는 직업적인 기술관의 등용시험이었으므로 서울과 지방 관청에서 양성되는 생도(生徒)들이 응시하였다. 양반들은 잡과에 응하지 않았고 일반 서민이나 천인은 이에 참여할 수 없었다. 따라서 잡과는 일정한 신분계급에 의한 세습·독점됨으로써 이들에 의해 이른바 중인(中人)이라는 신분층이 형성되었다. 초기에는 모든 합격자에게 백패라는 증명서를 지급했으나, 후에 소과와 대과 합격자를 구별키 위해 대과 합격자에게는 홍패를 소과 합격자에게는 백패를 지급하였다.
과거에는 처음으로 벼슬을 하려는 사람뿐만 아니라 이미 관직에 있는 사람에게 승진의 기회를 주던 제도도 있었으나, 식년시·증광시 등의 소과에는 통덕랑(通德郞：정5품) 이하로서 과거를 거치지 않은 관원은 응시할 수 있었고, 문과나 무과에는 통훈대부(通訓大夫：정3품 堂下) 이하의 관원이 응시할 수 있었으며, 이에 합격되면 각각 그 등급에 따라 원래의 관계(官階)보다 몇 관계씩 올려 주었다. 예를 들면 경국대전에는 관직에 있는 사람으로서 대과에 응시하여 합격하면 갑과(甲科) 제1인은 4계(階), 갑과 제2·3인은 3계, 을과(乙科)는 2계, 병과(丙科)는 1계씩 각각 더하여 준다는 규정이 있었다. 그리고 10년에 한 번씩 문·무 당하관(堂下官)을 위하여 설치된 중시(重試)라는 과거도 있었다
과거에 합격하면 합격자를 위한 방방(放榜) 의식이 근정전 뜰에서 베풀어지며 왕이 홍패와 어사화(御賜花)를 제일급제자 장원(狀元)을 위시하여 순위대로 하사했다. 그리고 급제자의 부모를 위한 잔치를 관에서 베풀고, 급제자들은 3일 동안 거리를 누비며 축제를 벌였다. 장원한 사람들끼리의 모임을 용두회(龍頭會)라 하여 관직을 맡고 떠날 때 보내는 전송연을 했다.

## 과거를 위한 교육
조선시대에도 관료로서 출세할 수 있는 정상적인 방법은 우선 과거에 합격하는 데 있었으므로 자연히 교육도 과거의 준비에 중점을 두게 되었다. 또한 과거의 고시과목이자 건국 초기부터 정교(政敎)의 근본이념으로 채택된 ‘유학’은 입신양명(立身揚名)의 유일한 도구로 양반계급에 의해 감독되었다. 따라서 교육도 대부분 과거의 응시자격을 구비하고 있는 양반의 자제에 한정되어 있었다. 이들은 대개 어릴 때 서당에서 유학의 초보적인 지식을 배우고 15·16세 이전에 서울은 사학(四學), 지방은 향교(鄕校)에 들어가서 공부하여 몇 년 뒤에 과거의 소과(小科)에 응시하여 합격하면 성균관에 입학하는 자격을 얻었다.
서울에 있는 성균관과 사학은 중앙정부에 직속되고 향교는 각 주현(州縣)에서 관할하던 관학(官學)으로서, 상호간에 상하의 연락 계통이 서 있는 것은 아니었고, 각각 독립된 교육기관의 성격을 띠고 있었다. 즉 성균관의 입학 자격은 생원·진사(進士)였지만 생원·진사는 사학이나 향교를 거치지 않아도 될 수 있었으며, 또 성균관 유생에게는 문과 대과에 응시하는 자격과 기타 여러 가지 특전을 주었으나 그렇다고 성균관을 거쳐야만 문과의 응시 자격이 부여되었던 것은 아니고 그밖의 사람들도 얼마든지 시험은 치를 수 있었다. 이들 관학 가운데서 성균관만은 말기까지 줄곧 최고학부로서의 시설과 권위를 유지하였으나 사학과 향교는 후세에 점점 쇠퇴하여서 유명무실하게 되고 그 대신 사숙(私塾)으로서 서당 이외에 서원이 기세를 떨치게 되었다.

## 구분

### 실시주기에 따른 구분

#### 정기 시험
- 식년시(式年試) - 3년마다 한 번씩 정기적으로 시행

#### 부정기 시험
- 증광시(增廣試)
- 별시(別試)
- 정시(庭試)
- 알성시(謁聖試)
- 춘당대시(春塘臺 試)
- 종친과(宗親科) - 특수한 사람에 국한해서 치러진 시험
- 충량과(忠良科)
- 기로과(耆老科)
- 외방별과(外方別科) - 지방별로 보던 시험
- 도과(道科)
- 발영시(拔英試)
- 등준시(登俊試)
- 전문시(箋文試)
- 진현시(進賢試)
- 현량과(賢良科)
- 탁영시(擢英試)

증광시(增廣試)는 조선시대 나라에 경사가 있을 경우에 보이던 임시 과거제도이다. 태종 1년(1401)에 실시되었다. 본래는 왕의 등극을 축하하는 의미로 즉위년이나 그 이듬해에 실시하였으나, 선조 때부터는 그 범위가 확대되어 원자 탄생·왕비 책례 때도 실시되었다. 그 절차는 식년시와 같아 생진초시·생진복시·문과초시·문과복시·문과전시의 5단계로 나뉘며 시험과목도 같았다.

### 직렬에 따른 구분
조선 시대의 과거는 크게 문과, 무과, 잡과로 나뉘었다. 문과와 무과는 정기적인 식년시(式年試) 이외에도 여러 가지의 과거를 시행하여 많은 인재를 등용하였으나, 잡과는 수요(需要)인원이 많지 않은 까닭에 과거로는 식년시 이외에 증광시(增廣試)가 있었을 뿐이었다. 이 밖에 초기에는 승려(僧侶)의 자격을 주기 위하여 국가의 공인 아래 선(禪)·교(敎) 양종에서 독자적으로 실시하던 승과(僧科)라는 시험제도가 있기도 하였다.

#### 문과
조선시대의 문과시험은 요직으로 가는 관문이었다. 문(文)을 숭상하는 경향이 있어 보통 과거라 하면 문과를 지적할 정도로 그 비중이 컸다. 그러므로 자연히 문과에 응시할 수 있는 유자격자를 신분상으로 제한하여 일반서민과 천인(賤人)은 물론, 같은 양반이라도 서얼(庶孼) 출신은 응시할 수 없도록 함으로써 이른바 순수한 양반들만이 합격의 영광을 누리게 되었다.
문과는 크게 소과와 대과로 나뉘었다. 소과는 다시 초시(初試)·복시(覆試)의 2단계, 대과는 다시 초시·복시·전시(殿試)의 3단계로 나뉘어 있어서, 모두 5단계를 차례로 거쳐야만 문과급제가 되는 것이 원칙이었다. 그러나 이 5단계를 거치지 않고도 대과의 전시와 동등한 자격을 받던 과거에는 알성문과(謁聖文科) 및 성균관 유생(儒生)이 보던 반제(泮製)·절일제(節日製)·황감제(黃柑製)·관학유생응제(館學儒生應製) 등이 있었다. 시험의 실시는 예조에서 담당하였다.
| 단계                     | 종류 | 시험단계 | 한자 | 내용                           |
| ------------------------ | ---- | -------- | ---- | ------------------------------ |
| 1                        | 소과 | 초시     | 初試 | 소과 1차 시험                  |
| 2                        | 소과 | 복시     | 複試 | 소과 최종 시험                 |
| 성균관 입학 (생원, 진사) |      |          |      |                                |
| 3                        | 대과 | 초시     | 初試 | 대과 1차 시험                  |
| 4                        | 대과 | 복시     | 複試 | 대과 2차 시험 (합격자 확정)    |
| 5                        | 대과 | 전시     | 殿試 | 대과 최종 시험 (합격등수 결정) |
| 문과 급제                |      |          |      |                                |

##### 소과 (생진과)
소과(小科) 또는 사마시(司馬試)라고도 한다. 고려시대 국자감시(國子監試)와 승보시(陞補試)를 계승한 것으로, 진사시는 전자를, 생원시는 후자를 계승하여 성립된 제도로서 초시(初試), 복시(覆試)의 2단계로 나뉘었다. 합격자는 성균관에 입학할 수 있었으며, 하급 관리가 되기도 하였다.
생원과(生員科)는 고려시대에도 있었다. 시험은 중국의 경적(經籍)으로 치렀으며, 여기에 합격한 자를 ‘생원’이라 했다. 생원과는 대체로 과거의 예비고사와 같은 성격을 띠었다고 할 수 있다. 그러나 생원은 선비로서의 사회적 지위를 공인받았으며, 진사와 더불어 하급관료에 취임할 수도 있다. 하지만, 성균관에 입학할 자격을 부여하는 것을 본래의 목적으로 실시한 과거이다.
진사과는 고려 때 명경시(明經試)와 함께 가장 중요시 되었으며 등용되는 범위 역시 가장 넓었다. 조선시대에는 소과초시(小科初試)의 한 분과로서 서울과 지방에서 실시하였다. 시험과목은 시(詩)·부(賦)·표(表)·전(箋)·책문(策問) 등이다. 여기에 합격한 자는 ‘진사’라 하여 초급 문관에 임명될 수 있었으며, 동시에 계속하여 중급 관리 등용에 응시할 수 있는 자격과 성균관에 입학할 자격이 주어졌다.

##### 대과 (문과)
초시(初試)는 조선시대 복시에 응시할 사람을 선발하는 과거의 제1차 시험이다. 일명 ‘향시’(鄕試). 초시는 이들 각 과의 최초의 시험으로서, 복시·전시를 치기 전해의 가을에 각 지방에서 실시하였는데, 식년시 외에 증광시·알성시 등에도 초시가 있었다.
복시(複試)는 초시 합격자 중에서 합격자 33명을 선발하였으며, 이들은 합격 등급을 결정하는 전시에 응시할 수 있었다.
전시(殿試)는 임금이 친림(親臨)하여 보던 시험으로 과거의 최종 시험이었다. 고려 공민왕 때 처음으로 원나라의 향시(鄕試)·회시(會試)·전시(殿試)의 3단계 고시제도를 채용하여 시행하였던 것인데, 그 내용은 구체적으로 알 수 없다. 이것이 조선시대에 계승되어 완전히 제도화되었다. 법전(法典)에 규정된 전시의 종류를 보면, 식년문과전시(式年文科殿試)·증광문과전시(增廣文科殿試)·별시문과전시(別試文科殿試)·정시문과전시(庭試文科殿試) 등과 이 밖에 무과(武科)에도 전시가 있었다.
식년문과전시는 대과의 복시 합격자 33명을 그대로 급제케 하되, 대책(對策)·표(表)·전(箋)·잠(箴)·송(頌)·제(制)·조(詔)·논(論)·부(賦)·명(銘) 중 1편(篇)의 제술(製述)로써 갑과(甲科) 3명, 을과(乙科) 7명, 병과(丙科) 23명의 등급을 정하였다. 원래는 갑과 1위가 장원(壯元, 수석, 전체 1위), 갑과 2위가 아원(亞元, 차석, 전체 2위), 갑과 3위가 탐화랑(探花郞, 전체 3위)이 되는 것이 원칙이었으나, 이 원칙이 반드시 지켜진 것은 아니었다. 갑과를 한 명도 뽑지 않는 경우도 있었고, 갑과를 1명 또는 2명만 뽑는 경우도 많았다. 그런 때에는 을과 1위가 장원 또는 아원 또는 탐화랑이 되기도 하였다. 또한, 을과 2위가 아원 또는 탐화랑이 되기도 하였고, 병과 1위가 탐화랑이 되기도 하였다. 시험관으로는 의정(議政, 삼정승) 1명, 종2품관 이상 2명이 독권관(讀券官), 정3품관 이하 4명이 대독관(對讀官)이 되었다. 증광문과 전시의 액수(額數)는 식년문과전시와 같이 33명이었고, 대증광(大增廣, 확장된 규모로 시행된 증광시)에는 7명을 더 뽑았다. 별시문과전시·정시문과전시의 액수는 일정하지 않고 그때그때 정하였다. 그러나 시험과목과 시험관은 모두 식년문과전시와 같았다.
시험관은 2품 이상의 문과 1명과 무관 2명, 당하관(堂下官)의 문관 1명과 무관 2명을 파견하여 시취(試取)케 하고 의정(議政) 1명으로 명관(命官)을 삼았는데, 전임의정(專任議政)이나 1품관으로서 대리(代理)케 할 수 도 있었다. 그러나 무과전시의 시험관은 시대와 장소에 따라 다소 변동이 있었으며 또 무과전시에는 임금이 친림하지 않는 경우가 많았다.
갑과 제1인자로 합격하는 자를 장원(壯元)이라고 했으며 참상관(종6품)에 기용하였다. 이미 품계를 보유한 관리가 장원 급제를 한 경우에는 보유 품계를 4등급 진급시켰다.

#### 무과
무인을 선발하는 시험으로 오늘날의 육, 해, 공군 사관생도나 학사장교등 군인을 선발하는 시험이다. 문과와 달리 무과는 신분상의 제약을 훨씬 완화하여 무관의 자손을 비롯하여 향리(鄕吏)나 일반 서민으로서 무예(武藝)에 재능이 있는 자에게는 응시할 수 있는 기회를 주었다. 무과는 소과와 대과의 구별이 없는 단일과(單一科)로서, 초시·복시·전시의 3단계가 있었으며 장원을 선출하지 않았다. 무과의 복시는 28명을 선출하였으며, 전시는 복시 합격자 28명을 그대로 급제케 하되, 기격구(騎擊毬)·보격구(步擊毬)로써 갑과 3명, 을과 5명, 병과 20명의 등급을 정하였다. 시험의 실시는 병조에서 담당하였다.

#### 잡과
잡과(雜科)는 직업적인 기술관의 등용시험이었으므로 서울과 지방 관청에서 양성되는 생도(生徒)들이 응시하였다. 양반들은 잡과에 응하지 않았고 일반 서민이나 천인은 이에 참여할 수 없었다. 따라서 잡과는 일정한 신분계급에 의한 세습·독점됨으로써 이들에 의해 이른바 중인(中人)이라는 신분층이 형성되었다. 잡과에는 역(譯)·의(醫)·음양(陰陽)·율과(律科)의 4과가 있었다. 사역원(司譯院)·전의감(典醫監)·관상감(觀象監)·형조(刑曹)등 각 관서의 기술관원을 채용하기 위해 실시되었고 여기에는 초시·복시의 두 단계가 있었다. 대체로 그 격이 문과나 무과에 비해서 낮았다. 시험의 실시는 해당 관청에서 담당하였다.

#### 특별 채용 제도
조선 시대에는 문과, 무과, 잡과 이외에 관리를 선출할 수 있는 특별 채용 제도가 있었는데, 대표적으로 천거, 문음(음서), 취재, 이과 등이 있다.
천거는 기존의 관리를 요직에 추천하는 제도였다.
이과는 서리를 선발하는 시험이었다.
음서(蔭敍)는 본인의 학덕(學德)이나 선조의 특수한 공훈으로 말미암아 관리에 서용(敍用)되는 제도이다. 고려 시대에는 5품 이상 관리의 자제가 그 대상이었으나 조선 시대에 와서는 2품 이상 관리의 자제로 그 제한을 엄격히 하였다. 또한 음서로 등용된 관리는 요직에 진출할 수 없었다.
취재(取才)는 과거와 달리 하급 관리를 뽑는 특별 시험이었다. 양반의 자손 친척이나 경아전(京衙前)인 녹사(錄事)·서리(書吏) 등에게 관직을 주기 위해 실시되었는데, 과거와 다른 점은 일정한 관계(官階) 이상으로 승진할 수 없도록 제한한 데 있었다. 또 녹사·서리도 처음에는 취재에 의해 선발하였으며, 하급 수령(守令)이나 외직(外職)의 교수(敎授)·훈도(訓導)·역승(驛丞)·도승(渡丞) 등을 임용하기 위한 취재도 있었다. 무과 계통에도 취재의 제도가 있어 무과의 합격자로서 아직 관직이 없는 사람을 등용하거나 해직된 사람을 다시 임명할 필요 등이 있을 때에 실시하였으며, 이 밖에 선전관(宣傳官)·내금위(內禁衛)·친군위(親軍衛)·갑사(甲士)·대정(隊正)·파적위(破敵衛) 등에서도 필요에 따라 그 요원(要員)을 시취(試取)하였다.

## 문제점
조선시대 후대로 내려오면서 각종의 명목으로 과거가 자주 실시된 결과 여기에 합격해도 등용되지 못하는 경우가 많았으며, 또 과거 시험장에는 남의 글을 표절하거나 책을 끼고 들어가거나, 시험문제를 미리 알아내는 등, 온갖 부정행위가 공공연하게 성행함으로써 그 권위는 땅에 떨어져 이에 대한 논란이 심하고 과거의 폐단을 시정하라는 건의도 많았으나 한번 흐려지기 시작한 제도의 결함은 걷잡을 수가 없었다. 이와 병행하여 뇌물과 정실, 문벌의 고하, 당파의 소속에 따라 급제와 낙제가 결정되니, 과거제도는 극도로 문란해질 수밖에 없었다. 1894년(고종 31)의 갑오경장 때에는 군국기무처에서 인습적인 사회경제면에 대한 혁신 정책 중의 하나로서, 과거제도를 폐지하고 새로운 관리 등용법을 만들기로 의결하기에 이르렀다.
과거는 원칙적으로 양인 이상이면 누구나 응시가 가능하였으나, 실제로 문과에서는 탐관오리의 자제나 재가한 여자의 아들 그리고 서얼의 응시를 금하였다. 서얼들은 이 때문에, 청요직에는 문과 합격자만이 임용이 가능해, 정조 때 소청운동을 통해 일부 규장각 검서관으로 등용되었다.

## 역대 주요 과거 합격자 명단
원래는 갑과 1위가 장원(壯元, 수석, 전체 1위), 갑과 2위가 아원(亞元, 차석, 전체 2위), 갑과 3위가 탐화랑(探花郞, 전체 3위)이 되는 것이 원칙이었으나, 이 원칙이 반드시 지켜진 것은 아니었다. 갑과를 한 명도 뽑지 않는 경우도 있었고, 갑과를 1명 또는 2명만 뽑는 경우도 많았다. 그런 때에는 을과 1위가 장원 또는 아원 또는 탐화랑이 되기도 하였다. 또한, 을과 2위가 아원 또는 탐화랑이 되기도 하였고, 병과 1위가 탐화랑이 되기도 하였다.

### 태조
- 1396년 : 식년시(式年試)
  - 동진사 5위 : 심도원(沈道源)

### 세종
- 1441년 : 식년시(式年試)
  - 정과 13위 : 강희안(姜希顔)

- 1447년 : 친시(親試)
  - 을과 1위(장원, 전체 1위 수석) : 강희맹(姜希孟)

### 세조
- 1460년 : 무과
  - 심응(沈應)

- 1466년 : 발영시(拔英試)
  - 갑과 3위(탐화랑, 전체 3위) : 강희맹(姜希孟)

- 1466년 : 등준시(登俊試)
  - 갑과 2위(아원, 전체 2위 차석) : 강희맹(姜希孟)

### 성종
- 1485년 : 알성시(謁聖試)
  - 을과 1위 : 성희안(成希顔)

- 1492년 : 무과
  - 심순경(沈順徑)

### 연산군
- 1495년 : 증광시(增廣試)
  - 을과 5위 : 심순문(沈順門)

- 1502년 : 알성시(謁聖試)
  - 을과 2위(탐화랑, 전체 3위) : 심정(沈貞)

### 중종
- 1507년 : 증광시(增廣試)
  - 병과 25위 : 심의(沈義)

- 1513년 : 식년시(式年試)
  - 을과 5위 : 심언광(沈彦光)

- 1514년 : 별시(別試)
  - 을과 2위 : 박수량(朴守良)
  - 병과 4위 : 이언적(李彦迪)

- 1516년 : 별시(別試)
  - 병과 1위 : 심언경(沈彦慶)

- 1517년 : 별시(別試)
  - 을과 3위 : 심달원(沈達源)
  - 병과 3위 : 심사순(沈思順)
  - 병과 10위 : 심사손(沈思遜)

- 1522년 : 식년시(式年試)
  - 을과 2위 : 심연원(沈連源)

- 1525년 : 식년시(式年試)
  - 갑과 1위(장원, 전체 1위 수석) : 심광언(沈光彦)

- 1526년 : 중시(重試)
  - 병과 3위 : 심연원(沈連源)

- 1532년 : 무과 별시2(別試2)
  - 갑과 1위(장원, 전체 1위 수석) : 심홍(沈泓)

- 1537년 : 별시(別試)
  - 갑과 1위(장원, 전체 1위 수석) : 심통원(沈通源)
  - 을과 2위(탐화랑, 전체 3위) : 심봉원(沈逢源)

- 1538년 : 탁영시(擢英試)
  - 병과 3위 : 심봉원(沈逢源)

### 명종
- 1546년 : 식년시(式年試)
  - 갑과 1위(장원, 전체 1위 수석) : 심수경(沈守慶)

- 1558년:식년시(式年試)
  - 갑과 1위(장원, 전체 1위 수석) : 고경명(高敬命)
  - 을과 7위 : 윤두수(尹斗壽)

- 1561년:식년시(式年試)
  - 갑과 1위(장원, 전체 1위 수석) : 최립(崔笠)

- 1562년 : 별시(別試)
  - 을과 1위(탐화랑, 전체 3위) : 심의겸(沈義謙)

### 선조
- 1572년 : 춘당대시(春塘臺試)
  - 갑과 1위(장원, 전체 1위 수석) : 심충겸(沈忠謙)
  - 을과 1위(아원, 전체 2위 차석) : 심대(沈岱)

- 1572년 : 별시2(別試2)
  - 병과 4위 : 심희수(沈喜壽)

- 1580년 : 별시(別試)
  - 을과 5위 : 심우승(沈友勝)

- 1583년 : 별시(別試)
  - 갑과 1위(장원, 전체 1위 수석) : 심우정(沈友正)

- 1593년 : 전주별시(全州別試)
  - 병과 1위(탐화랑, 전체 3위) : 심열(沈悅)

- 1596년 : 정시(庭試)
  - 병과 4위 : 심집(沈諿)
  - 병과 5위 : 심액(沈詻)

- 1597년 : 알성시(謁聖試)
  - 병과 1위 : 강홍립(姜弘立)

- 1601년 : 식년시(式年試)
  - 병과 20위 : 심광세(沈光世)

### 광해군
- 1618년 : 증광시(增廣試)
  - 병과 23위 : 심지명(沈之溟)

- 1620년 : 정시(庭試)
  - 병과 6위 : 심지원(沈之源)

### 인조
- 1624년 : 증광시(增廣試)
  - 병과 15위 : 심동귀(沈東龜)

- 1629년 : 별시(別試)
  - 병과 15위 : 심지한(沈之漢)

- 1639년 : 식년시(式年試)
  - 병과 5위 : 심희세(沈熙世)

### 효종
- 1650년 : 증광시(增廣試)
  - 병과 14위 : 심유(沈攸)

- 1654년 : 식년시(式年試)
  - 병과 3위 : 심재(沈梓)

### 현종
- 1662년 : 증광시(增廣試)
  - 병과 25위 : 심백(沈栢)

- 1669년 : 정시(庭試)
  - 을과 2위(탐화랑, 전체 3위) : 심유(沈濡)

- 1673년 : 춘당대시(春塘臺試)
  - 병과 6위 : 심단(沈檀)

### 숙종
- 1675년 : 증광시(增廣試)
  - 을과 3위 : 심벌(沈橃)

- 1679년 : 정시(庭試)
  - 병과 1위 : 심상(沈相)

- 1682년 : 증광시(增廣試)
  - 병과 14위 : 심권(沈權)

- 1683년 : 증광시(增廣試)
  - 병과 6위 : 심계량(沈季良)

- 1687년 : 알성시(謁聖試)
  - 병과 3위 : 심중량(沈仲良)

- 1687년 : 식년시(式年試)
  - 을과 5위 : 심방(沈枋)

- 1689년 : 증광시(增廣試)
  - 을과 3위 : 심최량(沈最良)
  - 병과 15위 : 심탱(沈樘)

- 1699년 : 정시(庭試)
  - 을과 2위(탐화랑, 전체 3위) : 심택현(沈宅賢)

- 1704년 : 춘당대시(春塘臺試)
  - 병과 1위 : 심수현(沈壽賢)

### 영조
- 1725년 : 증광시(增廣試)
  - 병과 3위 : 심성희(沈聖希)
  - 병과 19위 : 심태현(沈泰賢)

- 1727년 : 증광시(增廣試)
  - 병과 17위 : 심성진(沈星鎭)

- 1731년 : 정시(庭試)
  - 갑과 1위(장원, 전체 1위 수석) : 심악(沈䥃)

- 1735년 : 증광시(增廣試)
  - 병과 15위 : 심각(沈瑴, 일명 : 심곡)

- 1737년 : 별시(別試)
  - 갑과 1위(장원, 전체 1위 수석) : 홍계희(洪啓禧)

- 1745년 : 정시(庭試)
  - 병과 8위 : 심수(沈鏽)

- 1747년 : 정시(庭試)
  - 병과 2위 : 강필리(姜必履)

- 1752년 : 정시(庭試)
  - 을과 2위(탐화랑, 전체 3위) : 조엄(趙曮)

- 1755년 : 정시2(庭試2)
  - 갑과 1위(장원, 전체 1위 수석) : 심이지(沈履之)

- 1763년 : 증광시(增廣試)
  - 병과 11위 : 심이지(沈頤之)

- 1767년 : 중시(重試)
  - 병과 3위 : 심이지(沈頤之)

- 1771년 : 정시(庭試)
  - 병과 4위 : 심환지(沈煥之)

- 1771년 : 정시2(庭試2)
  - 병과 16위 : 심풍지(沈豊之)

- 1776년 : 기로정시(耆老庭試)
  - 갑과 1위(장원, 전체 1위 수석) : 강세황(姜世晃)

### 정조
- 1776년 : 정시(庭試)
  - 을과 1위(아원, 전체 2위 차석) : 심염조(沈念祖)

- 1789년 : 알성시(謁聖試)
  - 병과 1위 : 심상규(沈象奎)

- 1800년 : 별시(別試)
  - 병과 8위 : 심영석(沈英錫)

### 순조
- 1814년 : 정시(庭試)
  - 병과 5위 : 심능악(沈能岳)

- 1819년 : 식년시(式年試)
  - 병과 8위 : 김정희(金正喜)

- 1819년 : 무과 식년시(式年試)
  - 갑과 1위(장원, 전체 1위 수석) : 심낙신(沈樂臣)

- 1829년 : 정시(庭試)
  - 병과 26위 : 심의신(沈宜臣)

### 헌종
- 1837년 : 정시(庭試)
  - 병과 5위 : 심의면(沈宜冕)

### 철종
- 1850년 : 증광시(增廣試)
  - 을과 1위 : 심동신(沈東臣)
  - 병과 8위 : 심순택(沈舜澤)

- 1857년 : 정시(庭試)
  - 병과 19위 : 심이택(沈履澤)

- 1860년 : 정시(庭試)
  - 병과 15위 : 김병익(金炳翊)

- 1861년 : 식년시(式年試)
  - 을과 3위 : 심상한(沈相漢)

- 1862년 : 정시(庭試)
  - 병과 7위 : 김성근(金聲根)

- 1863년 : 정시(庭試)
  - 병과 15위 : 조영하(趙寧夏)

### 고종
- 1866년 : 정시(庭試)
  - 병과 6위 : 박정양(朴定陽)

- 1869년 : 정시(庭試)
  - 병과 17위 : 어윤중(魚允中)

- 1870년 : 정시(庭試)
  - 병과 10위 : 민태호(閔台鎬)

- 1872년 : 정시(庭試)
  - 병과 11위 : 심상만(沈相萬)

- 1873년 : 식년시(式年試)
  - 병과 30위 : 심상학(沈相學)

- 1874년 : 증광시(增廣試)
  - 병과 7위 : 김윤식(金允植)
  - 병과 25위 : 심상훈(沈相薰)

- 1875년 : 별시(別試)
  - 병과 15위 : 김기수(金綺秀)

- 1876년 : 무과
  - 우범선(禹範善)

- 1877년 : 정시(庭試)
  - 병과 1위 : 민영휘(閔泳徽, 본명 : 민영준(閔泳駿))

- 1879년 : 식년시(式年試)
  - 병과 11위 : 민병석(閔丙奭)

- 1880년 : 증광시(增廣試)
  - 병과 8위 : 심상찬(沈相瓚)

- 1882년 : 별시(別試)
  - 병과 3위 : 서재필(徐載弼)

- 1882년 : 증광시(增廣試)
  - 병과 18위 : 이완용(李完用)

- 1883년 : 식년시(式年試)
  - 을과 6위 : 지석영(池錫永)

- 1883년 : 별시(別試)
  - 병과 6위 : 김춘희(金春熙)

- 1885년 : 정시(庭試)
  - 병과 7위 : 임선준(任善準)
  - 병과 37위 : 박제순(朴齊純)

- 1885년 : 증광시(增廣試)
  - 병과 10위 : 조민희(趙民熙)
  - 병과 30위 : 강경희(姜敬熙)

- 1889년 : 알성시(謁聖試)
  - 병과 42위 : 이해창(李海昌)

- 1891년 : 증광시(增廣試)
  - 병과 26위 : 심상황(沈相璜)

- 1894년(고종 31년) : 식년시(式年試)
  - 병과 2위 : 이상설(李相卨)
  - 병과 10위 : 홍종우(洪鍾宇)
  - 병과 12위 : 윤덕영(尹德榮)
  - 병과 34위 : 윤하영(尹夏榮)

## 갤러리

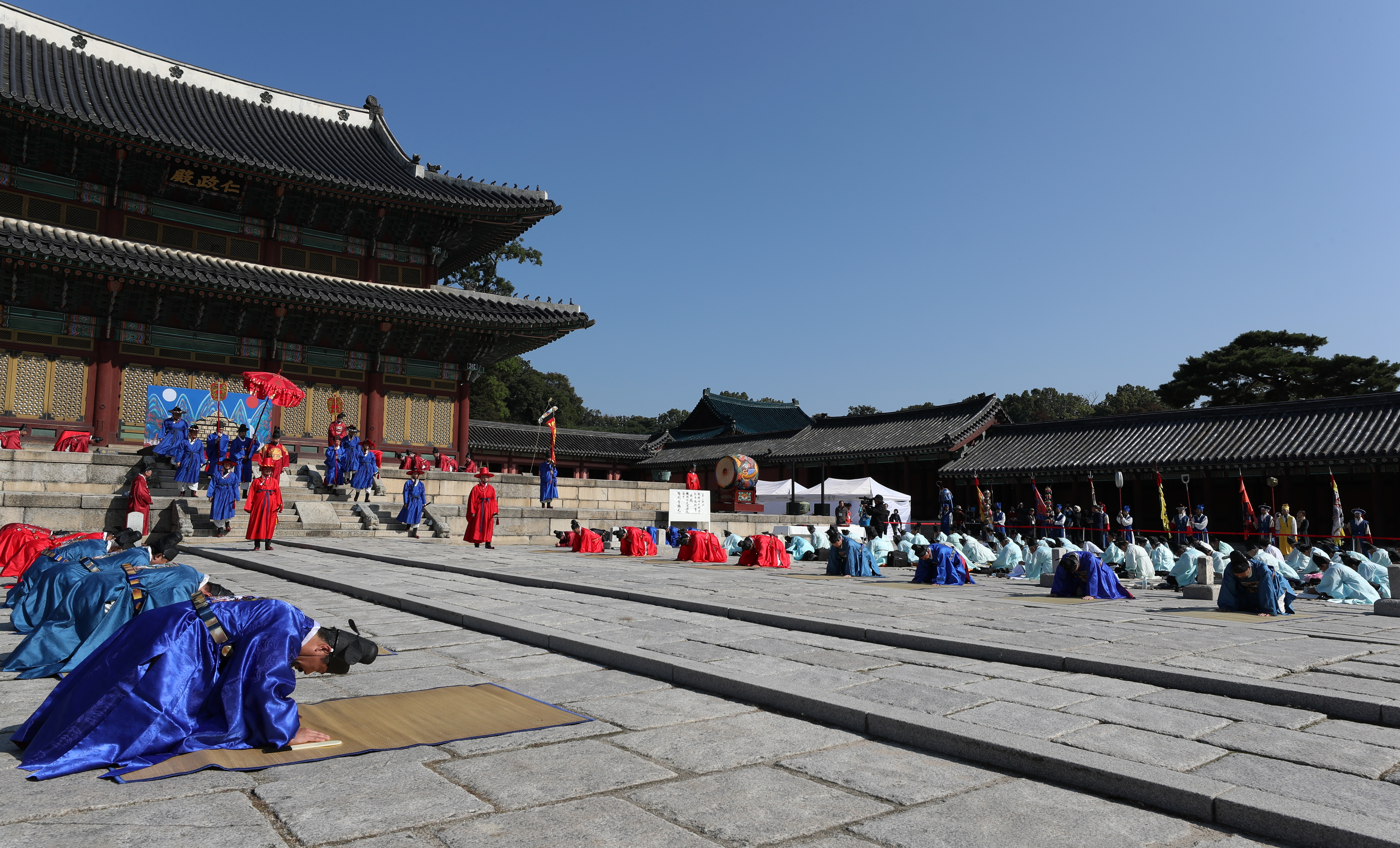
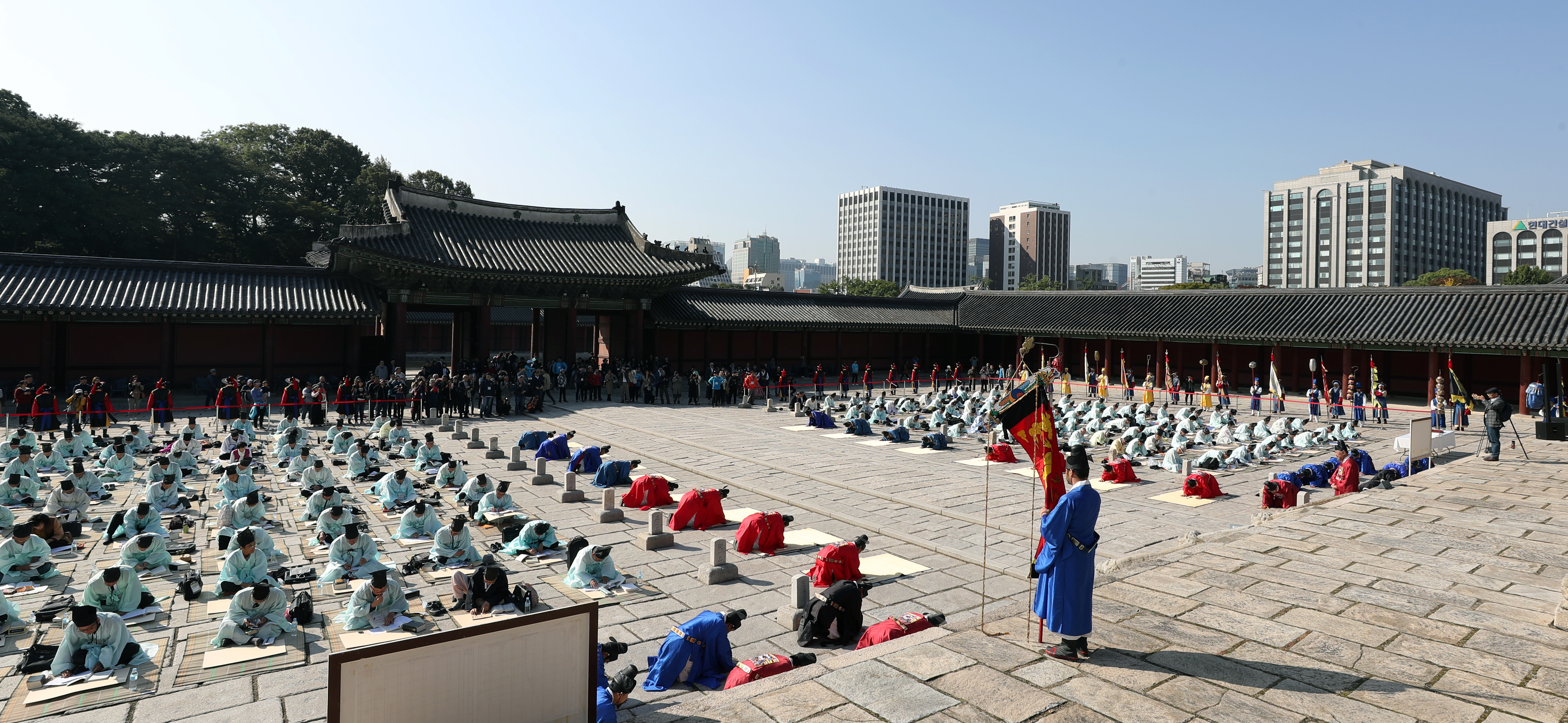
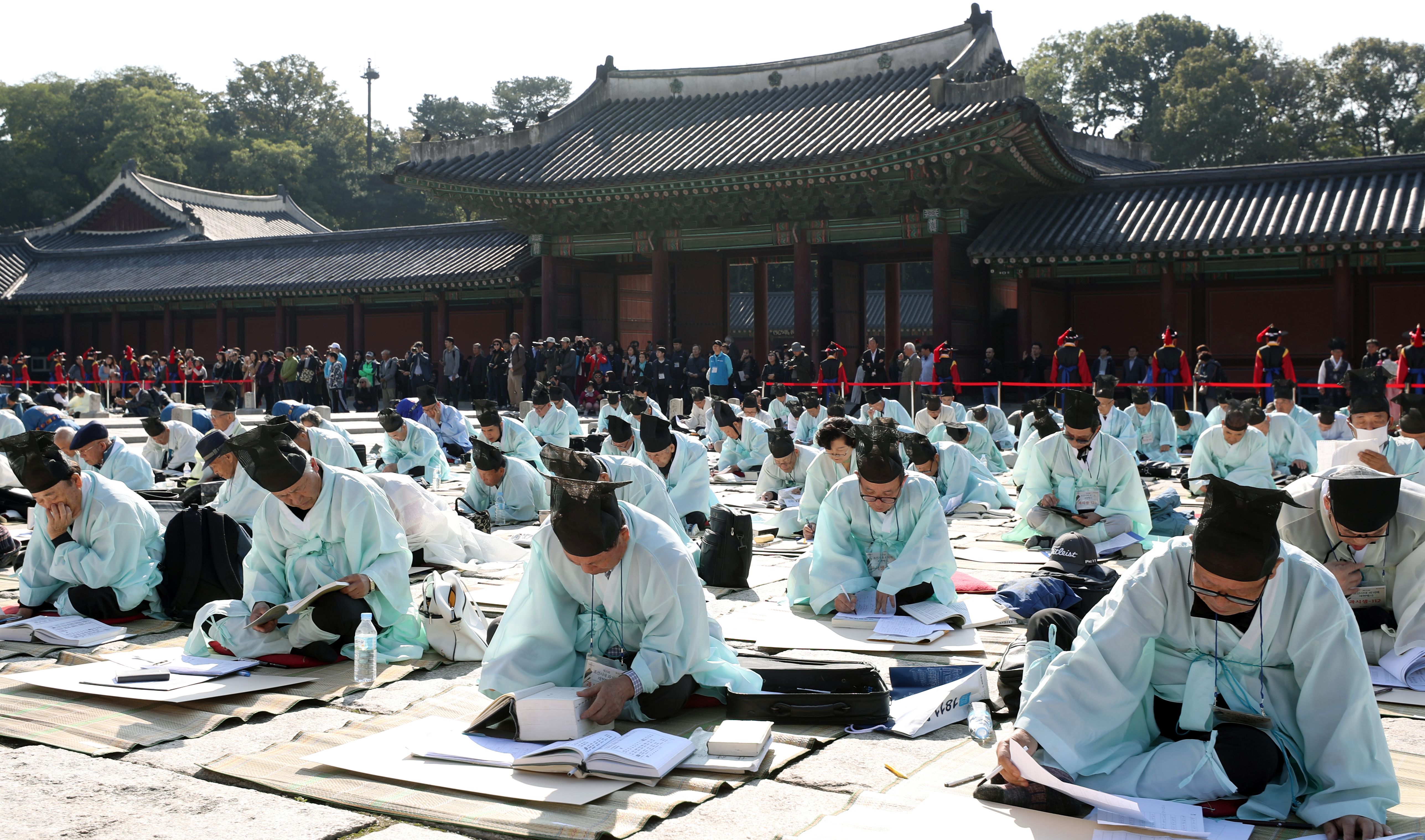

## 같이 보기
- 조선의 교육 제도